# Сатерленд (водопад)
Са́терленд (англ. Sutherland Falls) — один из самых высоких водопадов в Новой Зеландии. Он находится на Южном острове в национальном парке Fiordland. Парк Фиорланд включен в список ЮНЕСКО. Хотя Сатерленд часто упоминается как самый высокий водопад в Новой Зеландии, водопад Браун низвергается каскадом с высоты 843 м.